# Usbekische Fußballnationalmannschaft (U-17-Junioren)
Die usbekische U-17-Fußballnationalmannschaft ist eine Auswahlmannschaft usbekischer Fußballspieler. Sie unterliegt dem Oʻzbekiston Futbol Federatsiyasi und repräsentiert ihn international auf U-17-Ebene, etwa in Freundschaftsspielen gegen die Auswahlmannschaften anderer nationaler Verbände, bei U-16-Asienmeisterschaft und U-17-Weltmeisterschaften.
Die Mannschaft wurde 2012 in Iran Asienmeister sowie 2010 im eigenen Land Vize-Asienmeister.
Bei Weltmeisterschaften erreichte sie 2011 das Viertelfinale, das sie gegen den späteren Vize-Weltmeister Uruguay verlor. 2013 schied sie im Achtelfinale gegen Honduras aus.
Vor 1992 spielten usbekische Fußballspieler in der sowjetischen U-17-Nationalmannschaft.

## Teilnahme an U-17-Weltmeisterschaften
(Bis 1989 U-16-Weltmeisterschaft)
| 1993 | nicht teilgenommen |
| 1995 | nicht qualifiziert |
| 1997 | nicht qualifiziert |
| 1999 | nicht qualifiziert |
| 2001 | nicht qualifiziert |
| 2003 | nicht qualifiziert |
| 2005 | nicht qualifiziert |
| 2007 | nicht qualifiziert |
| 2009 | nicht qualifiziert |
| 2011 | Viertelfinale      |
| 2013 | Achtelfinale       |
| 2015 | nicht qualifiziert |
| 2017 | nicht qualifiziert |
| 2019 | nicht qualifiziert |
| 2021 | –                  |
| 2023 | Viertelfinale      |

## Teilnahme an U-16-Asienmeisterschaft
| U-16-Asienmeisterschaft  | U-17-Asienmeisterschaft  |
| ------------------------ | ------------------------ |
|                          | 1992: nicht teilgenommen |
|                          | 1994: Vorrunde           |
|                          | 1996: Vorrunde           |
|                          | 1998: nicht qualifiziert |
|                          | 2000: nicht qualifiziert |
|                          | 2002: 4. Platz           |
|                          | 2004: Vorrunde           |
|                          | 2006: nicht qualifiziert |
| 2008: Viertelfinale      |                          |
| 2010: 2. Platz           |                          |
| 2012: Asienmeister       |                          |
| 2014: Viertelfinale      |                          |
| 2016: Viertelfinale      |                          |
| 2018: nicht qualifiziert |                          |
|                          | 2023: Halbfinale         |